# تپه صفرین ۱
تپه صفرین ۱ مربوط به دوره ساسانیان است. در شهرستان قزوین، بخش رودبار، روستای صفرین واقع شده و این اثر در تاریخ ۲۵ اسفند ۱۳۷۹ با شمارهٔ ثبت ۳۱۹۱ به‌عنوان یکی از آثار ملی ایران به ثبت رسیده است.